# Philipp Bargfrede
Philipp Bargfrede (ur. 3 marca 1989 w Zeven) – niemiecki piłkarz występujący na pozycji pomocnika, obecnie reprezentujący barwy Werderu Brema.

## Kariera

### Klubowa
Bargfrede jest wychowankiem Werderu, zadebiutował w nim 2 sierpnia 2009 w meczu ligowym z Eintrachtem Frankfurt przegranym przez Werder 2:3. W sezonie 2009/2010 rozegrał łącznie 23 mecze, nie zdobywając gola.

### Reprezentacyjna
Bargfrede zagrał także 4 spotkania i zdobywając gola (przeciwko San Marino) w młodzieżowej reprezentacji Niemiec.

## Życie prywatne
Jego ojciec, Hans-Jürgen Bargfrede grał dla FC St. Pauli.